# Trochopus sprostoni
Trochopus sprostoni är en plattmaskart. Trochopus sprostoni ingår i släktet Trochopus och familjen Capsalidae. Inga underarter finns listade i Catalogue of Life.